# Pfarrkirche Sellrain

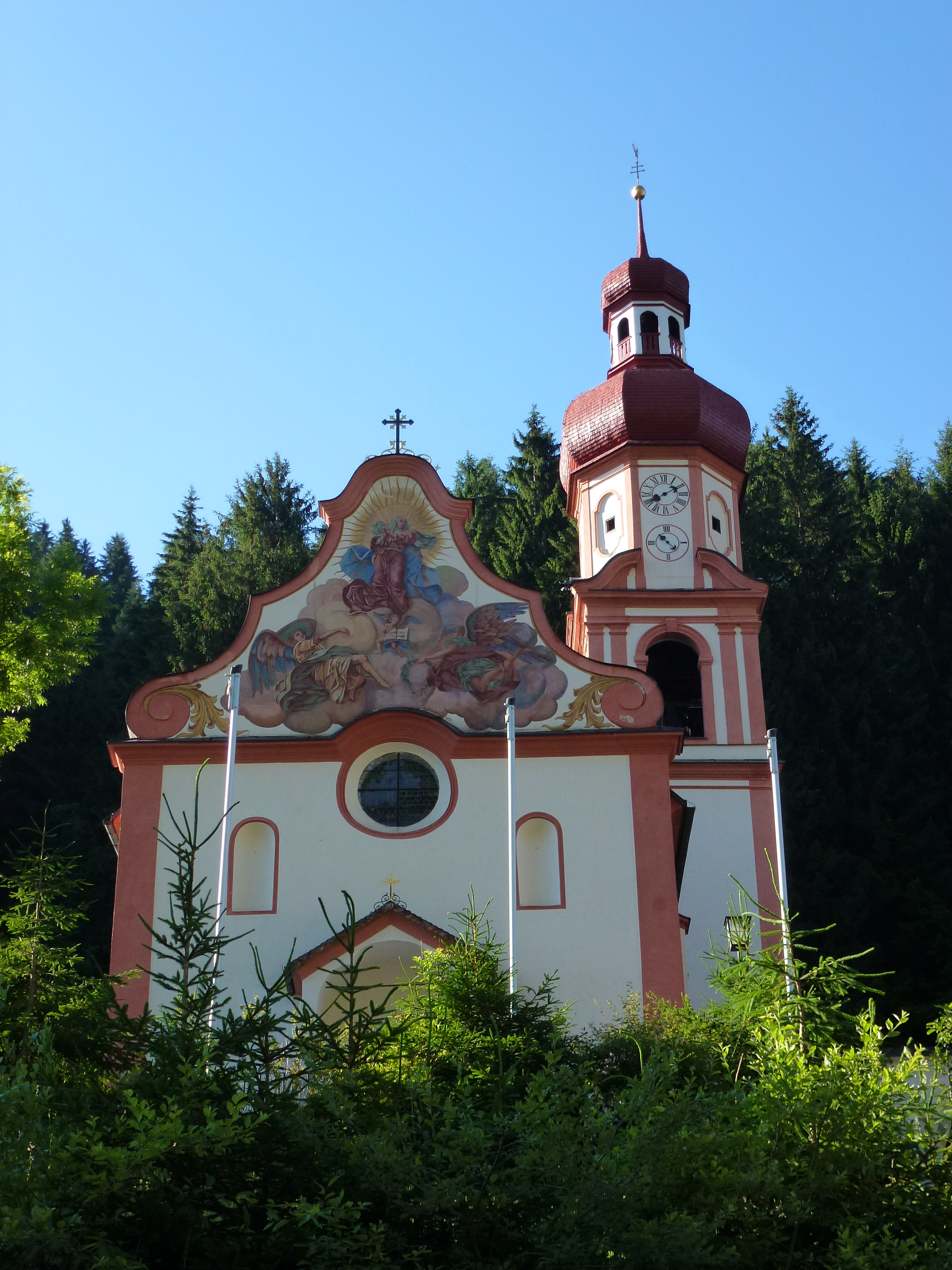
Katholische Pfarrkirche hl. Anna in Sellrain

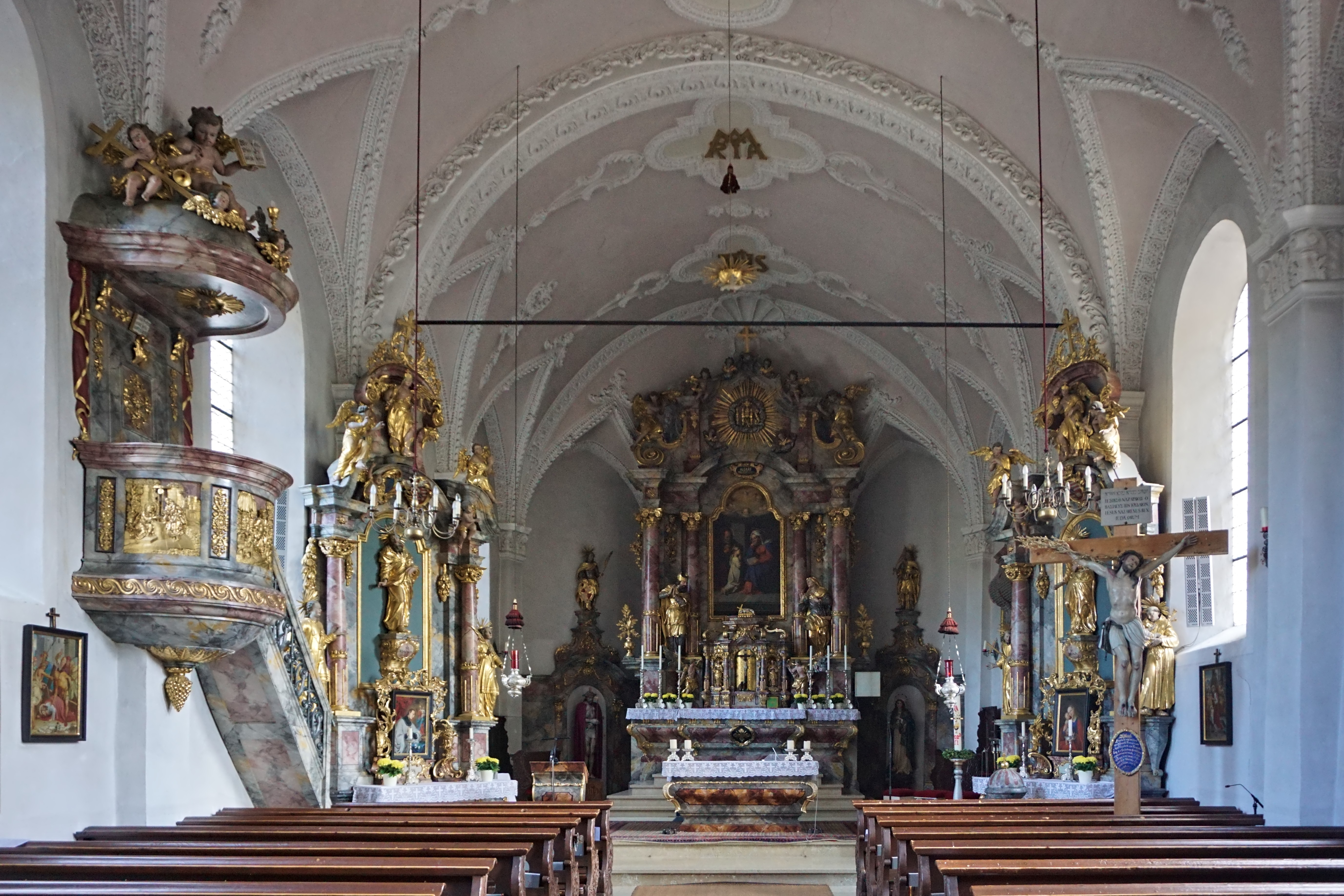
Innenraum der Kirche, Langhaus, Blick zum Chor

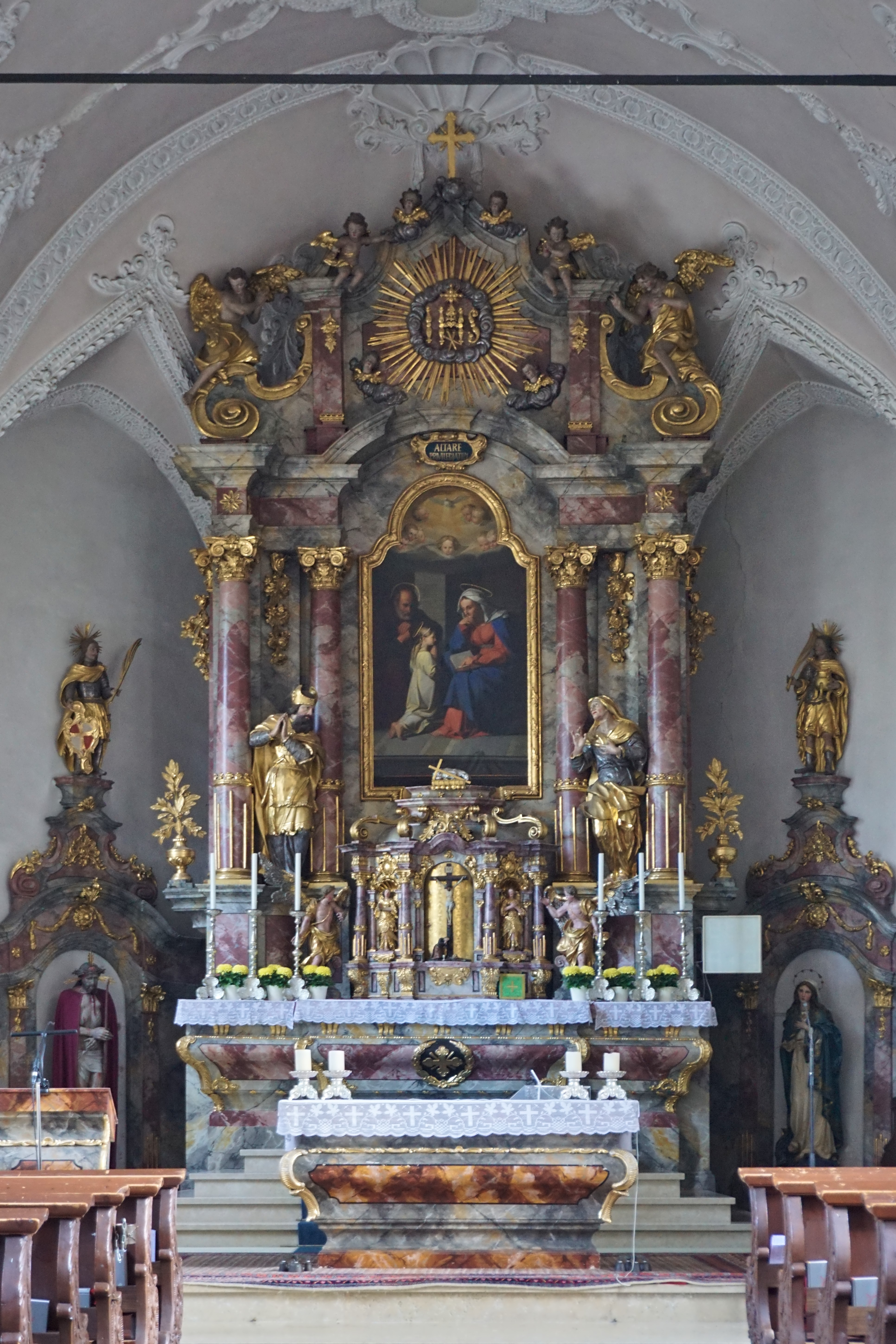
Altar

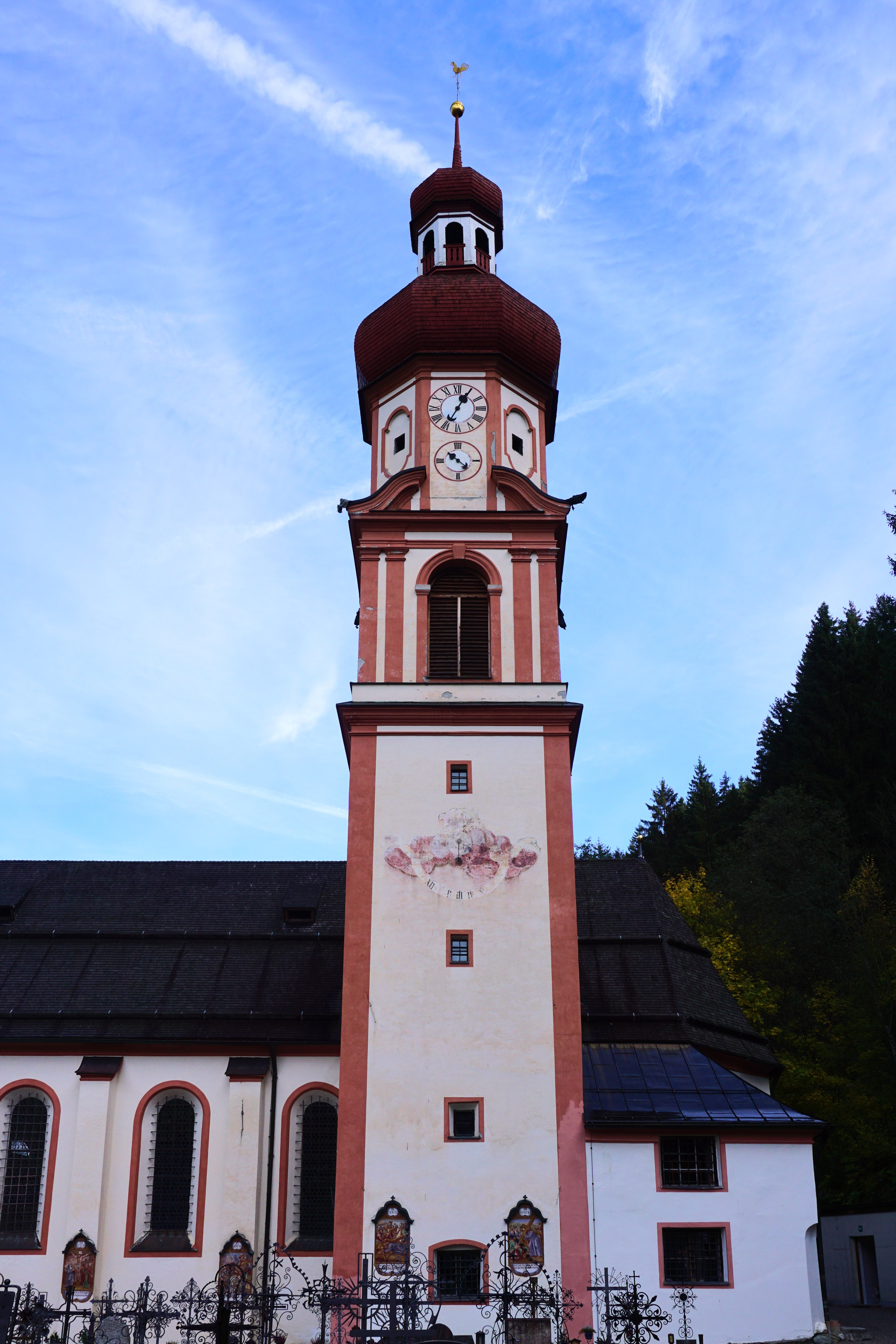
Kirchturm mit Sonnenuhr

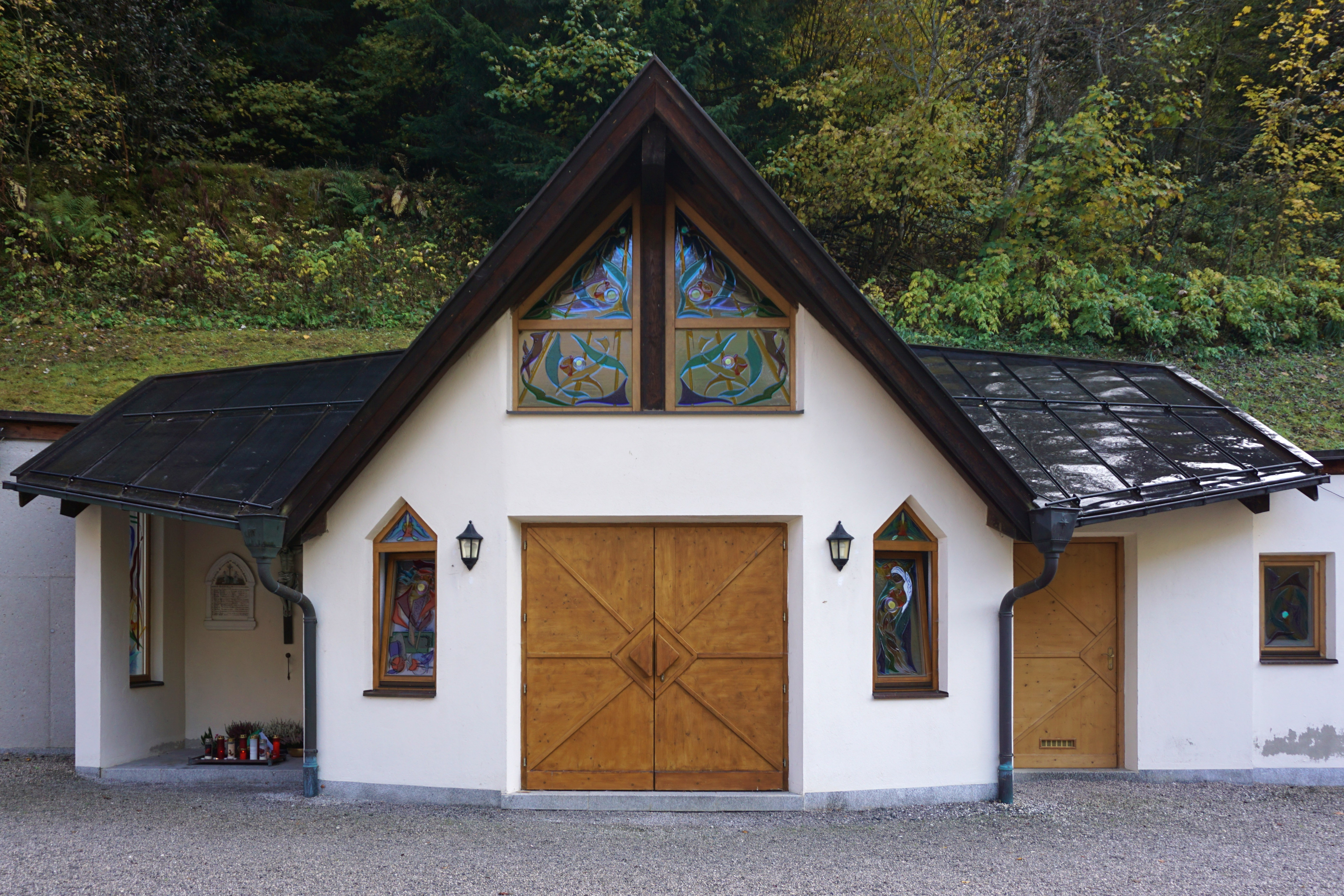
Friedhofskapelle/Aufbahrungshalle

Die Pfarrkirche Sellrain steht leicht erhöht am Nordende von Rothenbrunn in der Gemeinde Sellrain im Bezirk Innsbruck-Land im Bundesland Tirol. Die dem Patrozinium hl. Anna unterstellte römisch-katholische Pfarrkirche gehört zum Dekanat Wilten-Land in der Diözese Innsbruck. Die Kirche und der Friedhof stehen unter Denkmalschutz (Listeneintrag).

## Geschichte
Mit Einnahmen der Wallfahrtskirche wurde eine Kapelle erbaut und 1648 geweiht. 1695 bestand ein Kuratie-Benefizium. Die heutige Kirche wurde 1701 nach den Plänen des Maurermeisters Josef Keil des Älteren erbaut und 1705 geweiht. 1707 wurde der Friedhof angelegt. 1786 eine Lokalie, wurde die Kirche 1891 zur Pfarrkirche. 1877 erfolgte eine Renovierung. 1960 wurde die Kirche außen und 1966 innen restauriert. 2015 wechselte die Pfarre vom Dekanat Axams zum Dekanat Wilten-Land.

## Architektur
Der barocke Saalbau ist von einem Friedhof umgeben.
Das Langhaus mit Strebepfeilern schließt mit einem Dreiseitschluss, die Fenster sind rundbogig. Der Südturm steht am Übergang zwischen Langhaus und Chor, das Glockengeschoß mit einer Pilastergliederung hat rundbogige Schallfenster, darüber sind oktogonal geschwungene Eckgiebelstücke mit einer Haube und Laterne. Die barocke Turmuhr hat zwei Zifferblätter aus der Mitte des 18. Jahrhunderts. Die Sakristei steht am Turm und Chor. Die Westfassade hat ein Rundbogenportal unter einer gewölbte Vorhalle auf zwei Säulen mit Blattkapitellen. Die Westfront hat zwei rundbogige Statuennischen, die Schnitzfiguren von Joachim und Anna wurden später auf die Seitenaltäre übertragen, die Westfront schließt mit einem Hauptgesims, einem Kreisfenster und einem geschweiften Blendgiebel mit seitlichen Voluten.
An den Strebepfeilern gibt es Kreuzwegstationen von Leopold Praxmarer 1734, die Turmsüdseite zeigt eine wohl zeitgleich entstandene Sonnenuhr. Die Westfront zeigt das Bild Glorie der hl. Anna, gemalt von Toni Kirchmayr im Jahr 1919.

## Ausstattung
Der spätbarocke Hochaltar aus dem Ende des 18. Jahrhunderts zeigt das Altarblatt Anna, Joachim und Maria gemalt von Hans Kapferer 1848 als Kopie nach dem Altarblatt des Annenaltares in Axams gemalt von Martin Alois Stadler 1818, er trägt seitlich Statuen von Zacharias und Elisabeth aus der Werkstatt von Franz Xaver Nissl.
Die Orgel baute unter der Verwendung älterer Teile Franz Weber 1869. Eine Glocke nennt Bartlme Graßmayr 1716.

## Grabdenkmäler
- Im Langhaus links Gräfin Montrichier geborene Schallenberg 1719, rechts Ferdinand Liebl, erster Benefiziat, 1735.